# George Nares
George Strong Nares (24. april 1831 – 15. januar 1915 i London) var en britisk søofficer og polarforsker.

## Liv og gerning
Nares gjorde som ung officer tjeneste i Resolute, et af skibene, der under sir Edward Belchers overkommando 1852 sendtes til de arktiske farvande for at eftersøge sir John Franklins ekspedition. Resolute blev i isen forladt af besætningen, der vendte tilbage 1854. Nares gjorde derefter i flere år fortrinlig tjeneste i øvelsesskibene for kadetter og unge sømænd og forfattede et mønsterværk over sømandskab: The Naval Cadets Guide, der senere udvidedes til Nares’ Seamanship. Senere forestod Nares hydrografiske undersøgelser og opmålingsarbejder, især i Middelhavet, og forfremmedes 1869 til kaptajn.
Da det engelske admiralitet 1872 bestemte at sende et skib til undersøgelse af de store havdybder i verdenshavene, gjorde Nares’ hydrografiske arbejder, især ved udforskningen af strømmene i Gibraltarstrædet, ham særdeles skikket til at forestå en ekspedition som denne, og han kaldtes hjem. Nares udrustede korvetten Challenger og ledede ekspeditionen på en fortræffelig måde, især da Challenger fra Kap Det Gode Håb styrede syd på over den antarktiske cirkel, og i snestorme manøvrerede mellem pakis og isbjerge, skønt skibet ikke var forstærket til isnavigation. Nares har skrevet om denne ekspedition i Reports on Ocean Soundings and Temperature. Da Challenger i slutningen af 1874 nåede Hongkong, blev Nares ved telegram fra admiralitetet kaldt tilbage for at lede en ekspedition, hvis formål det var at nå Nordpolen.
Han forlod England 29. maj 1875 med skibene Alert og Discovery og gik gennem Davisstrædet til Smith Sund. I Lady Franklins Bugt (81 3/4° bredde) fik Discovery ordre til at overvintre, medens Alert arbejdede sig frem gennem pakisen til 82° 27’ bredde, hvor uigennemtrængelig is umuliggjorde yderligere fremgang. 1. september gik Alert i vinterkvarter ved Polarhavets kyst i nordenden af Robesonkanalen. Under overvintringen foretoges lange fortrinligt organiserede slæderejser. Albert Hastings Markham ledede det store fremstød mod nord og nåede 83° 20’ 26" nordlig bredde, det hidtil nordligste nåede punkt. Fra Alert foretoges tillige en slæderejse mod vest langs Grant Lands Nordkyst til ca. 86° vestlig længde, og fra Discovery en rejse mod nordøst langs Grønlands kyst til ca. 52° vestlig længde. Da Nares var overbevist om, at Nordpolen ikke ad denne vej kunne nås over de voldsomt opskruede ismasser, vendte ekspeditionen tilbage i efteråret 1876. Den hjembragte betydeligt videnskabeligt udbytte, og Nares modtog store udmærkelser for den dygtige ledelse. Han har skrevet om ekspeditionen i Official Report of the Arctic expedition 1876 og i Narrative of a Voyage to the Polar Sea etc. (London 1878).